# 육점반곤
육점반곤(六點半棍)은 영춘권에서 쓰이는 유일한 봉술로써 수련되는 것이다. 홍가권으로부터 영향을 받은 것으로 보인다.